# Patrick Mtiliga
Patrick Jan Mtiliga (Kopenhagen, 28. siječnja 1981.) je danski umirovljeni nogometaš i bivši nacionalni reprezentativac.

## Karijera

### Klupska karijera
Patrick Mtiliga je rođen u Kopenhagenu od majke Dankinje i oca Tanzanijca. Nogomet je najprije počeo igrati u juniorskoj a kasnije i seniorskoj momčadi Boldklubbena 1893. Tamo je bio na pozicijama napadača i polušpice. Nakon 13 prvenstvenih utakmica, transferiran je u nizozemski Feyenoord Rotterdam.
Rotterdamski klub ga je odmah nakon dovođenja poslao na posudbu drugoligašu Excelsioru na neodređeno razdoblje. U klubu je Mtiliga brzo izborio mjesto u prvom sastavu. S klubom se 2002. kvalificirao u prvu ligu da bi sezonu potom Excelsior ponovo ispao u niži rang. U klubu je igrao četiri i pol sezone da bi ga Feyenoord 2004. godine povukao natrag k sebi.
U Feyenoordu se Mtiliga isto kao i u Excelsioru brzo izborio za startnu momčad ali se u siječnju 2005. teško ozlijedio a sam oporavak je trajao godinu dana. Povratkom na terene, rotterdamski klub ga je odlučio ponovo poslati na posudbu ali je igrač to odbio te je proveo ostatak sezone u B momčadi.
Tako Patrick Mtiliga u kolovozu 2006. odlazi u NAC Bredu s kojom je potpisao jednogodišnji ugovor uz mogućnost njegovog produljenja. Nakon odličnog probnog razdoblja, NAC je u siječnju 2007. produljio igraču ugovor na dvije i pol godine. U sezoni 2007./08. klub je iznenadio osvojivši treće mjesto u prvenstvu dok je Mtiliga odigrao 30 od 34 prvenstvene utakmice.
Igrač je postao jednim od najboljih lijevih bekova u nizozemskom prvenstvu te je u ljeto 2009. kada mu je istekao ugovor, prešao u španjolsku Málagu. U susretu protiv madridskog Reala, portugalsko krilo Cristiano Ronaldo je laktom slomio Mtiligi nos zbog čega je dobio crveni karton. Danskog igrača to je udaljilo s terena tri tjedna.
30. lipnja 2011. Mtiligin ugovor s andaluzijskim klubom je istekao zbog čega je napustio Španjolsku i vratio se u Dansku.
4. kolovoza 2011. igrač s Nordsjællandom potpisuje dvogodišnji ugovor. Iste sezone s klubom je osvojio dansko prvenstvo.

### Reprezentativna karijera
Patrick Mtiliga je nastupao za sve danske omladinske reprezentacije prije nego što je 2008. debitirao za seniorski sastav u utakmici protiv Walesa.
Izbornik Morten Olsen uveo ga je na popis reprezentativaca za Svjetsko prvenstvo u Južnoj Africi 2010. ali igrač ondje nije odigrao niti jednu utakmicu. Svoj posljednji nastup u nacionalnom dresu, Mtiliga je ostvario 12. listopada 2012. u susretu protiv Bugarske.
Naime, četiri dana poslije je uslijedila kvalifikacijska utakmica protiv Italije. Izbornik Olsen je u prvom sastavu dao prednost Simonu Poulsenu nego Mtiligi. Međutim, kada je Poulsen imao problema s mišićima, Mtiliga je pozvan u reprezentaciju kao zamjena a on je to odbio jer je već prije bio odbačen u korist Poulsena. Zbog toga ga je Morten Olsen otpisao iz reprezentacije dok god je izbornik Danske. U zemlji je taj slučaj nazvan "Mtiliga-gate".

## Osvojeni trofeji

### Klupski trofeji
| Klub         | Trofej           | Sezona / godina |
| Danska       | Danska           | Danska          |
| ------------ | ---------------- | --------------- |
| Nordsjælland | Dansko prvenstvo | 2011./12.       |

## Vanjske poveznice
- Profil igrača na web stranicama Nordsjællanda  Arhivirana inačica izvorne stranice od 31. listopada 2012. (Wayback Machine)
- Profil igrača na web stranicama Danskog nogometnog saveza  Arhivirana inačica izvorne stranice od 16. listopada 2019. (Wayback Machine)